# Australische Cricket-Nationalmannschaft gegen Pakistan in der Saison 2002/03
Die Tour der australischen Cricket-Nationalmannschaft gegen Pakistan in der Saison 2002/03 fand vom 3. bis zum 19. Oktober 2002 in Sri Lanka und den Vereinigten Arabischen Emiraten statt. Die internationale Cricket-Tour war Teil der internationalen Cricket-Saison 2002/03 und umfasste drei Test Matches. Australien gewann die Serie 3-0.

## Vorgeschichte
Für beide Mannschaften war es die erste Tour nach der ICC Champions Trophy 2002, bei der Pakistan in der Vorrunde und Australien im Halbfinale ausschieden. Das letzte Aufeinandertreffen der beiden Mannschaften bei einer Tour fand in der Saison 2002 in Australien statt. Ursprünglich sollte die Tour in Pakistan stattfinden, doch Australien zog sich aus Sicherheitsgründen zurück. Nach Verhandlungen wurde die Tour dann direkt im Anschluss der Champions Trophy ausgetragen.

## Stadien
Für die Tour wurden folgende Stadien als Austragungsorte vorgesehen und am 25. August 2002 bekanntgegeben.
| Stadion                                 | Stadt   | Kapazität | Spiele           |
| --------------------------------------- | ------- | --------- | ---------------- |
| Paikiasothy Saravanamuttu Stadium (PSS) | Colombo | 15.000    | 1. Test          |
| Sharjah Cricket Association Stadium     | Sharjah | 27.000    | 2. Test; 3. Test |

## Kader
Australien benannte seinen Kader am 24. August 2002.
Pakistan benannte seinen Kader am 21. September 2002.
| Test | Test |
| Pakistan | Australien |
| --- | --- |
| - Waqar Younis (K) - Abdul Razzaq - Danish Kaneria - Faisal Iqbal - Hasan Raza - Imran Farhat - Imran Nazir - Misbah-ul-Haq - Mohammad Sami - Rashid Latif (wk) - Saqlain Mushtaq - Shoaib Akhtar - Taufeeq Umar - Younis Khan | - Steve Waugh (K) - Andy Bichel - Adam Gilchrist (wk) - Jason Gillespie - Matthew Hayden - Justin Langer - Brett Lee - Glenn McGrath - Damien Martyn - Ricky Ponting - Shane Warne - Mark Waugh |

## Test Matches

### Erster Test in Colombo
| 3.–7. Oktober Scorecard | Colombo | Australien 467 (116.5) & 127 (39.5) | – | Pakistan 279 (65.3) & 274 (94.2) |
|                         |         | Australien gewinnt mit 41 Runs      |   |                                  |

### Zweiter Test in Sharjah
| 11.–12. Oktober Scorecard | Sharjah | Pakistan 59 (31.5) & 53 (24.5)                    | – | Australien 310 (92.1) |
|                           |         | Australien gewinnt mit einem Innings und 198 Runs |   |                       |

### Dritter Test in Sharjah
| 19.–22. Oktober Scorecard | Sharjah | Australien 444 (128.3)                           | – | Pakistan 221 (71.1) & 203 (67.2) (f/o) |
|                           |         | Australien gewinnt mit einem Innings und 20 Runs |   |                                        |

## Statistiken
Die folgenden Cricketstatistiken wurden bei dieser Tour erzielt.
| Tests           | Tests      | Tests   | Tests   | Tests   | Tests   | Tests   | Tests   | Tests   |
| Batting         | Batting    | Batting | Batting | Batting | Batting | Batting | Batting | Batting |
| Spieler         | Mannschaft | Spiele  | Innings | Runs    | Average | HS      | 100s    | 50s     |
| --------------- | ---------- | ------- | ------- | ------- | ------- | ------- | ------- | ------- |
| Ricky Ponting   | Australien | 3       | 4       | 342     | 85,50   | 150     | 2       | 0       |
| Matthew Hayden  | Australien | 3       | 4       | 246     | 61,50   | 119     | 1       | 1       |
| Faisal Iqbal    | Pakistan   | 3       | 6       | 144     | 24,00   | 83      | 0       | 1       |
| Justin Langer   | Australien | 3       | 4       | 138     | 34,50   | 72      | 0       | 1       |
| Steve Waugh     | Australien | 3       | 4       | 134     | 44,66   | 103*    | 1       | 0       |
| Bowling         |            |         |         |         |         |         |         |         |
| Spieler         | Mannschaft | Spiele  | Overs   | Wickets | Average | BBI     | 5W      | 10W     |
| Shane Warne     | Australien | 3       | 124     | 27      | 12,66   | 7/94    | 2       | 1       |
| Glenn McGrath   | Australien | 3       | 75.2    | 14      | 10,85   | 4/41    | 0       | 0       |
| Saqlain Mushtaq | Pakistan   | 3       | 135.4   | 14      | 30,28   | 4/46    | 0       | 0       |
| Shoaib Akhtar   | Pakistan   | 2       | 43      | 9       | 12,66   | 5/21    | 1       | 0       |
| Andy Bichel     | Australien | 2       | 33.2    | 8       | 13,25   | 3/43    | 0       | 0       |

## Player of the Series
Als Player of the Series wurden die folgenden Spieler ausgezeichnet.
| Serie | Player of the Series |
| ----- | -------------------- |
| Test  | Shane Warne          |

### Player of the Match
Als Player of the Match wurden die folgenden Spieler ausgezeichnet.
| Spiel   | Player of the Match |
| ------- | ------------------- |
| 1. Test | Shane Warne         |
| 2. Test | Matthew Hayden      |
| 3. Test | Shane Warne         |